# Оскар Герде
Оскар Герде (мађ. Gerde Oszkár Pál) је био мађарски мачевалац, олимпијац. Учествовао је на две Олимпијаде и освојио две екипне златне медаље на Олимпијским играма 1908. и 1912. године. По завршетку активне каријере судио је на међународним такмичењима у мачевању и радио као адвокат. Пошто је био Јевреј, депортован је из Мађарске 1944. године и убијен исте године у концентрационом логору Маутхаузен-Гузен у Аустрији. Године 1989. примљен је у Међународну јеврејску спортску кућу славних.

## Биографија
Рођен је 1883. године у Будимпешти као син Мор Гердеа и Еме Дојч. Као мачевалац Мађарске АК, био је ученик Италијана Итала Сантелија, који се настанио у Мађарској. Био је у репрезентацији Мађарске између 1908. и 1912. године. Био је и члан мађарског тима мачем који је освојио титулу олимпијског шампиона на Олимпијским играма у Лондону 1908. и Стокхолму 1912. године.
После спортске каријере постао је судија међународног такмичења у мачевању. Био је и на функцији потпредседника Мађарског мачевалачког савеза. Био је један од професионалних вођа мачевалачког тима на Олимпијским играма 1928.
У Будимпешти је стекао диплому државног и правног факултета, а након пензионисања био је секретар Привредне коморе Будимпеште.
Због јеврејског порекла је 1944. депортован из Мађарске, а исте године је убијен у концентрационом логору Маутхаузен-Гузен у Аустрији. Године 1989. изабран је за члана јеврејске спортске куће славних.